# Kurt Armbruster
Kurt Armbruster (ur. 16 września 1934 w Zurychu, zm. 14 marca 2019) – szwajcarski piłkarz grający na pozycji obrońcy. W swojej karierze rozegrał 6 meczów w reprezentacji Szwajcarii.

## Kariera klubowa
W swojej karierze Armbruster grał w klubie Lausanne Sports.

## Kariera reprezentacyjna
W reprezentacji Szwajcarii Armbruster zadebiutował 13 stycznia 1963 roku w przegranym 0:1 towarzyskim meczu z Marokiem, rozegranym w Casablance. W 1966 roku był w kadrze Szwajcarii na Mistrzostwa Świata w Anglii. Na tym turnieju rozegrał 2 mecze: z Hiszpanią (1:2) i z Argentyną (0:2). Od 1963 do 1967 roku rozegrał w kadrze narodowej 6 meczów.